# ドミニク・チェン
ドミニク・チェン（Dominique Chen 1981年 - ）は、日本の情報学研究者・起業家。早稲田大学文学学術院・表象メディア論系コース・教授。チェン ハンロン ドミニク(Han Long Dominique Chen)とも。
クリエイティブ・コモンズ・ジャパンを設立し理事を務める。フランス国籍。日本語、フランス語、英語を使用する。

## 人物・来歴
日本出身で日本国籍の母親と、台湾出身でベトナムとのハーフで日本に留学し日本のフランス大使館で働きフランスへ帰化したのち外交官となった父親との間に、1981年に東京で生まれる。幼少期、家庭では両親と主に日本語で会話するが、学校教育は全てフランス語で受けている。
幼稚園からリセ・フランコ・ジャポネ・ド・東京に通い、父の仕事の関係でパリで中学から高校時代を過ごし、高校の最後の年にロサンゼルスに移り、ロサンゼルスでバカロレアを取得して卒業したのち、2003年、カリフォルニア大学ロサンゼルス校(UCLA)デザイン・メディアアート学科卒業。2006年東京大学大学院学際情報学府修士課程修了。2013年、同大学院博士課程修了。博士(学際情報学)。
2004年よりNTTインターコミュニケーション・センターの研究員として映像アーカイブの構築や美術展示企画に携わりながら、日本におけるクリエイティブ・コモンズの立ち上げに参加。2007年よりNPO法人クリエイティブ・コモンズ・ジャパン設立理事。クリエイティブ・コモンズ・ライセンスを採用した多数のプロジェクトの立案・企画・支援に従事してきた。2008年4月に株式会社ディヴィデュアルを設立し、ウェブ・コミュニティ「リグレト」等の企画・開発に携わる他、タイピング記録ソフトウェア『タイプトレース』のウェブへの発展形の提案で、情報処理推進機構からスーパークリエータ認定。
2017年4月より早稲田大学文学学術院・准教授をつとめ、2022年4月より同大教授に昇任。吃音症を公表している。

## 著作物

### 単著
- 『フリーカルチャーをつくるためのガイドブック―クリエイティブ・コモンズによる創造の循環』(フィルムアート社、2012年。ISBN 4845911744)
- 『オープン化する創造の時代―著作権を拡張するクリエイティブ・コモンズの方法論』（カドカワ・ミニッツブック、2013年）
- 『インターネットを生命化する プロクロニズムの思想と実践』（青土社, 2013年。ISBN 4791767160）
- 『電脳のレリギオ：ビッグデータ社会で心をつくる』（NTT出版、2015年。ISBN 4757103581）
- 『未来をつくる言葉―わかりあえなさをつなぐために―』（新潮社、2020年）

### 共著
- 『いきるためのメディア―知覚・環境・社会の改編に向けて』(春秋社、2010年。ISBN 4393332768)
- "Coded Cultures - New Creative Practices out of Diversity"(Springer, 2011, ISBN 3709104572)[22]
- 『設計の設計』(INAX出版、2011年。ISBN 4872751701)
- 『ネットで進化する人類』ビフォア／アフター・インターネット 角川インターネット講座(15) KADOKAWA 2015年
- 『シンギュラリティ 人工知能から超知能へ』マレー・シャナハン (著), ドミニク・チェン監訳 NTT出版 2016年
- 『謎床: 思考が発酵する編集術』（晶文社、2017年。ISBN 4794969651）
- 『情報環世界――身体とAIの間であそぶガイドブック』（NTT出版、2019年）

### 共編著
- 『SITE ZERO/ZERO SITE No.2 情報生態論──いきるためのメディア』（メディア・デザイン研究所、2008年。ISBN 499032062X）[23]

## メディア出演

### テレビ
- 「NHK NEWS WEB」（2015年4月 - NHK総合） - ネットナビゲーター・木曜日第4期生[24][3]